# Patroklos
Patroklos, varovanec in ljubimec Ahila. Umrl je v trojanski vojni, ubil pa ga je trojanski princ Hektor. Hektor se je boril na strani Troje, Patrokel pa na strani Grčije.
Ahil je nato Hektorju obljubil maščevanje zaradi smrti svojega ljubimca, ki ga je nato tudi izpolnil in usmrtil Hektorja.
1. ↑  »Achilles | Myth, Meaning, Significance, & Trojan War«. Encyclopedia Britannica (v angleščini). Pridobljeno 4. aprila 2021.